# Гавињо (Прато)
Гавињо је насеље у Италији у округу Прато, региону Тоскана.
Према процени из 2011. у насељу је живело 5 становника. Насеље се налази на надморској висини од 756 м.